# Tewoflos
Tewoflos, död 1711, var kejsare av Etiopien mellan 1708 och 1711.